# صبغي عديد الخيوط

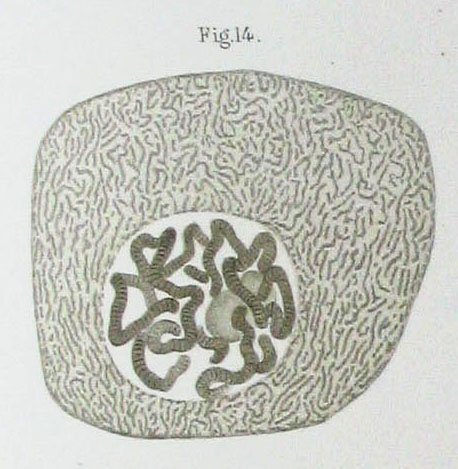
كروموسومات عديدة الخيوط في خلية غدد اللعاب Chironomus

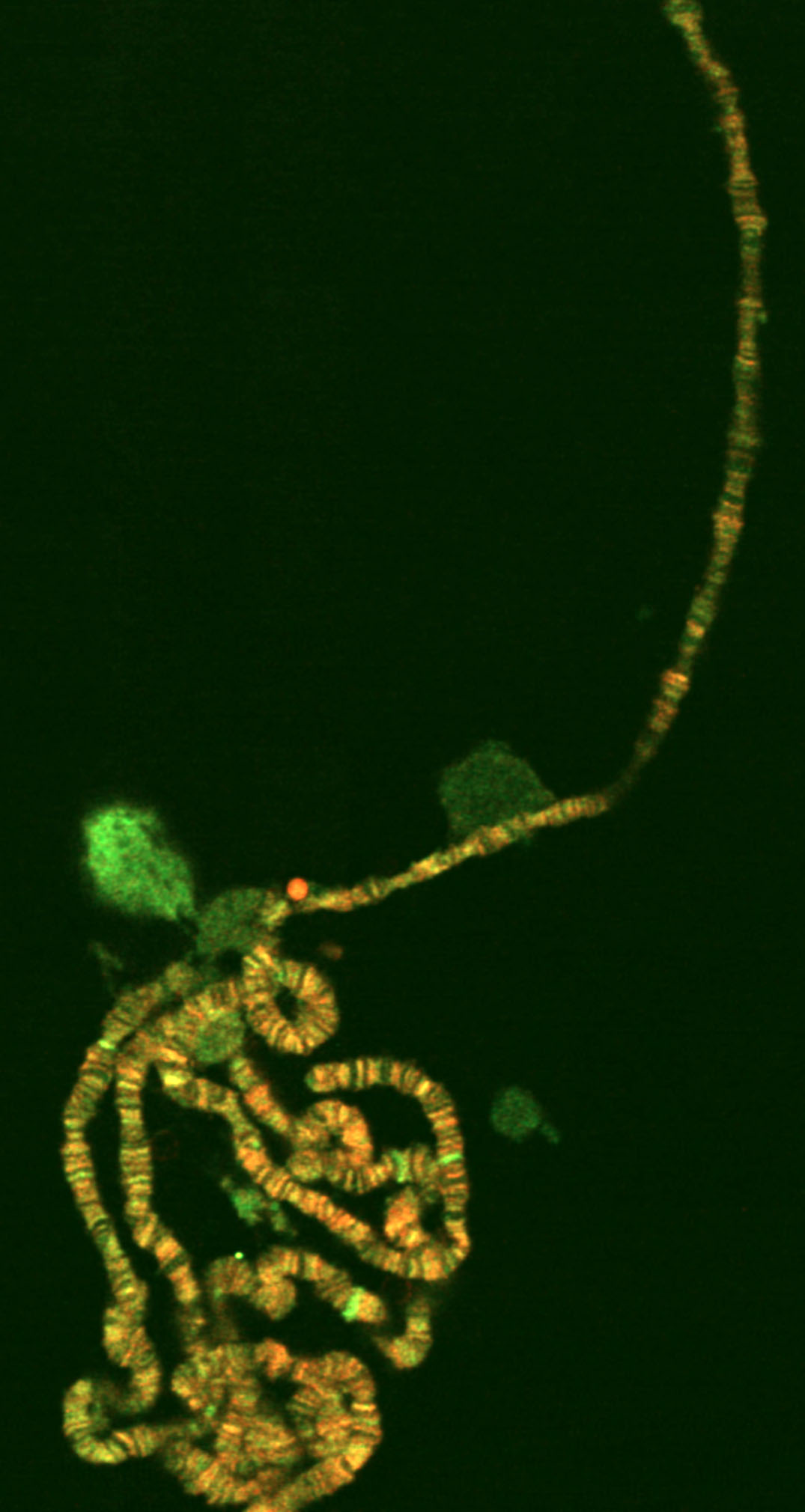
كروموسوم عديد الخيوط.

الصِبْغِيَّاتٌ العَديدَةُ الخُيوط أو الكروموسومات العديدة الخيوط (بالإنجليزية: Polytene chromosomes)‏هي كروموسومات كبيرة لها عد كبير من سلاسل الحمض النووي، تُقدر بالآلاف. يتم إنتاج هذه الصبغيات من تكرار تضاعف الحمض النووي دون انقسام الخلية مما يؤدي إلى تشكل صبغي عملاق وتبقى النسخ العديدة من الكروماتيدات الشقيقة مندمجة معًا. توفر هذه الكروموسومات مستوى عال من الوظيفة في أنسجة معينة مثل الغدد اللعابية.
تم الإبلاغ عن الكروموسومات متعددة الخطوط لأول مرة بواسطة E.G Balbiani في عام 1881. في الحشرات، تتواجد عادة في الغدد اللعابية عندما لا تنقسم الخلايا.
يُنظر إلى الكروموسومات متعددة الخطوط، في الطور البيني، على أنماط نطاقات سميكة ورقيقة مميزة. تم استخدام هذه الأنماط في الأصل للمساعدة في تخطيط الكروموسومات، وتحديد الطفرات الصبغية الصغيرة، وفي تحديد التصنيف.  يتم استخدامها الآن لدراسة وظيفة الجينات في النسخ.

## الوظيفة
بالإضافة إلى زيادة حجم نواة الخلية والتسبب في توسع الخلية، قد تتمتع الخلايا متعددة الخطوط أيضًا بميزة أيضية حيث تسمح النسخ المتعددة من الجينات بمستوى عالٍ من التعبير الجيني.

## روابط خارجية
- (87A & C نفث صدمة الحرارة)
- (فروق عالية الدقة)
- كروموسومات الطور